# منجوق تپه
منجوق تپه مربوط به دوران‌های تاریخی پس از اسلام است و در شهرستان آبیک، روستای محمودیان واقع شده و این اثر در تاریخ ۱۲ بهمن ۱۳۸۱ با شمارهٔ ثبت ۷۲۹۵ به‌عنوان یکی از آثار ملی ایران به ثبت رسیده است.